# Neometrypus
Neometrypus is een geslacht van rechtvleugeligen uit de familie krekels (Gryllidae). De wetenschappelijke naam van dit geslacht is voor het eerst geldig gepubliceerd in 1988 door Desutter-Grandcolas.

## Soorten
Het geslacht Neometrypus omvat de volgende soorten:
- Neometrypus amazonus Desutter-Grandcolas, 1988
- Neometrypus badius Mesa & García-Novo, 2001